# Bactrocera decepta
Bactrocera decepta
 es una especie de díptero que Hardy describió por primera vez en 1974. Bactrocera decepta pertenece al género Bactrocera de la familia Tephritidae. 